# Brigadeiro

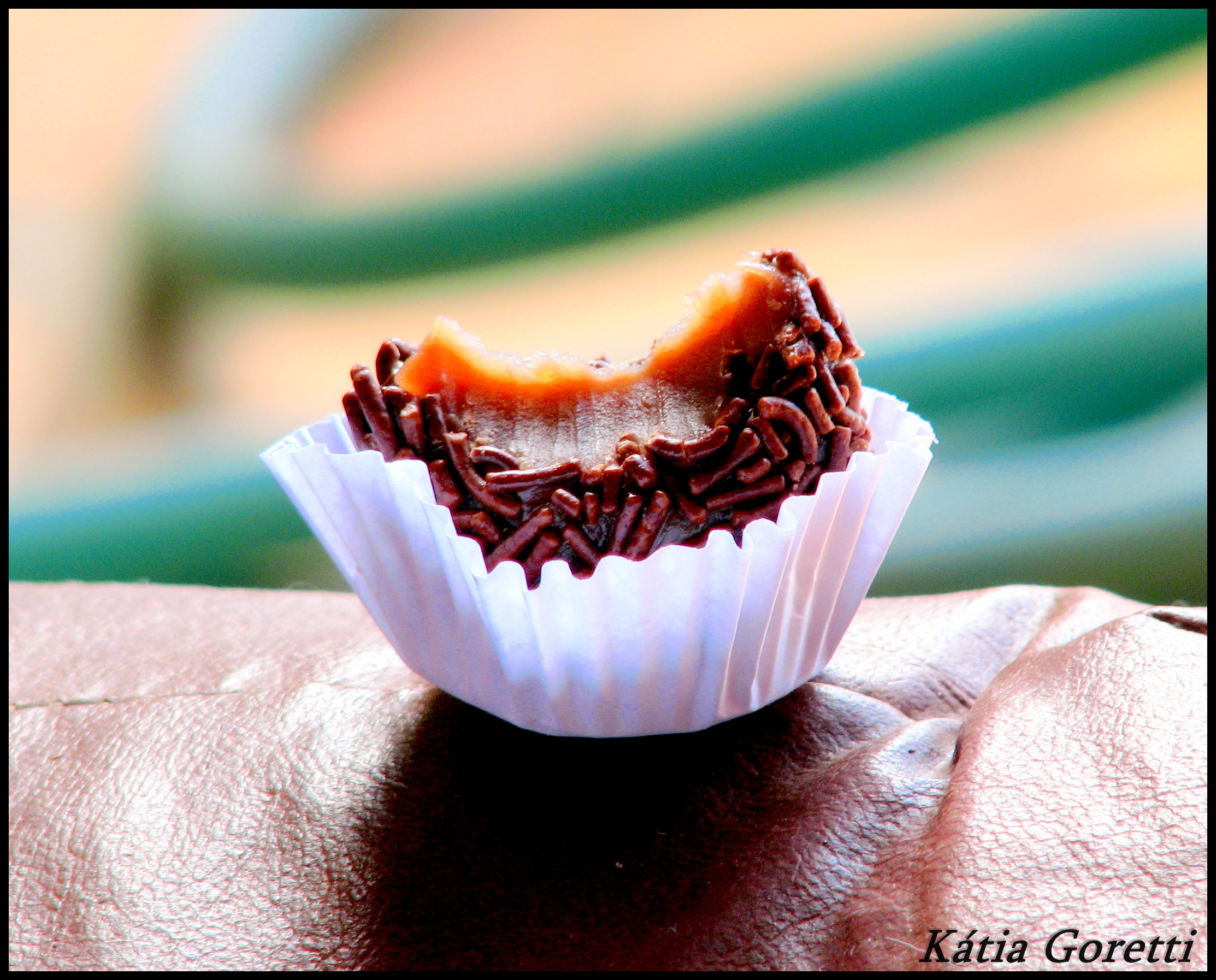
L'interno del brigadeiro

Il brigadeiro (pl. brigadeiros) è un dolce tradizionale brasiliano. Ideato da Heloisa Nabuco de Oliveira, una pasticciera di Rio de Janeiro, il brigadeiro è composto da latte condensato, cacao in polvere, burro e granelli di cioccolato che ricoprono lo strato esterno.

## Etimologia e storia
L'origine del nome brigadeiro è legata alla campagna presidenziale del brigadiere Eduardo Gomes, appartenente all'UDN e candidato alla presidenza della Repubblica nel 1946. Heloísa Nabuco de Oliveira, che apparteneva a una famiglia carioca tradizionale che appoggiava Gomes, ideò la ricetta del doce de brigadeiro, poi abbreviato a brigadeiro, in onore del politico. Nonostante il sostegno ricevuto, Eduardo Gomes fu sconfitto e le elezioni furono vinte dal generale Eurico Gaspar Dutra. Oggi il dolce di Oliveira è popolare in tutto il Brasile, viene fatto in casa, venduto in panetterie e negozi di dolci e spesso servito durante le feste.

## Descrizione
Un brigadeiro viene preparato mescolando vari ingredienti (latte, cacao in polvere e burro) che, dopo essere stati compattati in una pallina, vengono ricoperti di granelli di cioccolato e collocati in una piccola fodera per cupcake. La miscela può anche essere versata in un piccolo contenitore e mangiata con un cucchiaio, questa variante è nota come brigadeiro de colher (letteralmente "brigadeiro da cucchiaio" o "brigadeiro al cucchiaio"). Negli ultimi anni, si sono diffuse diverse varianti del tradizionale brigadeiro di cioccolato.